# Bagnet

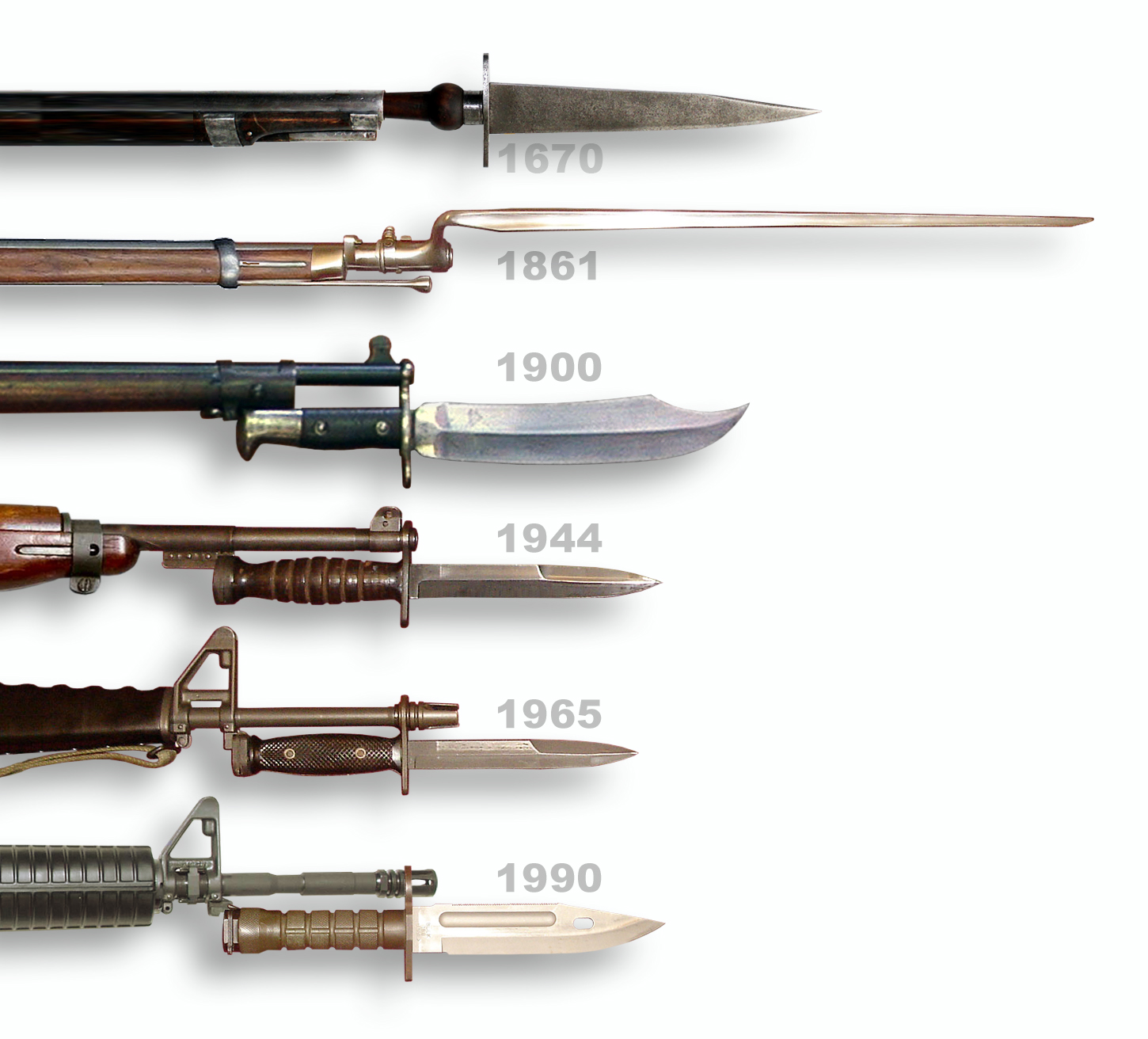
Bagnety zamocowane na karabinach

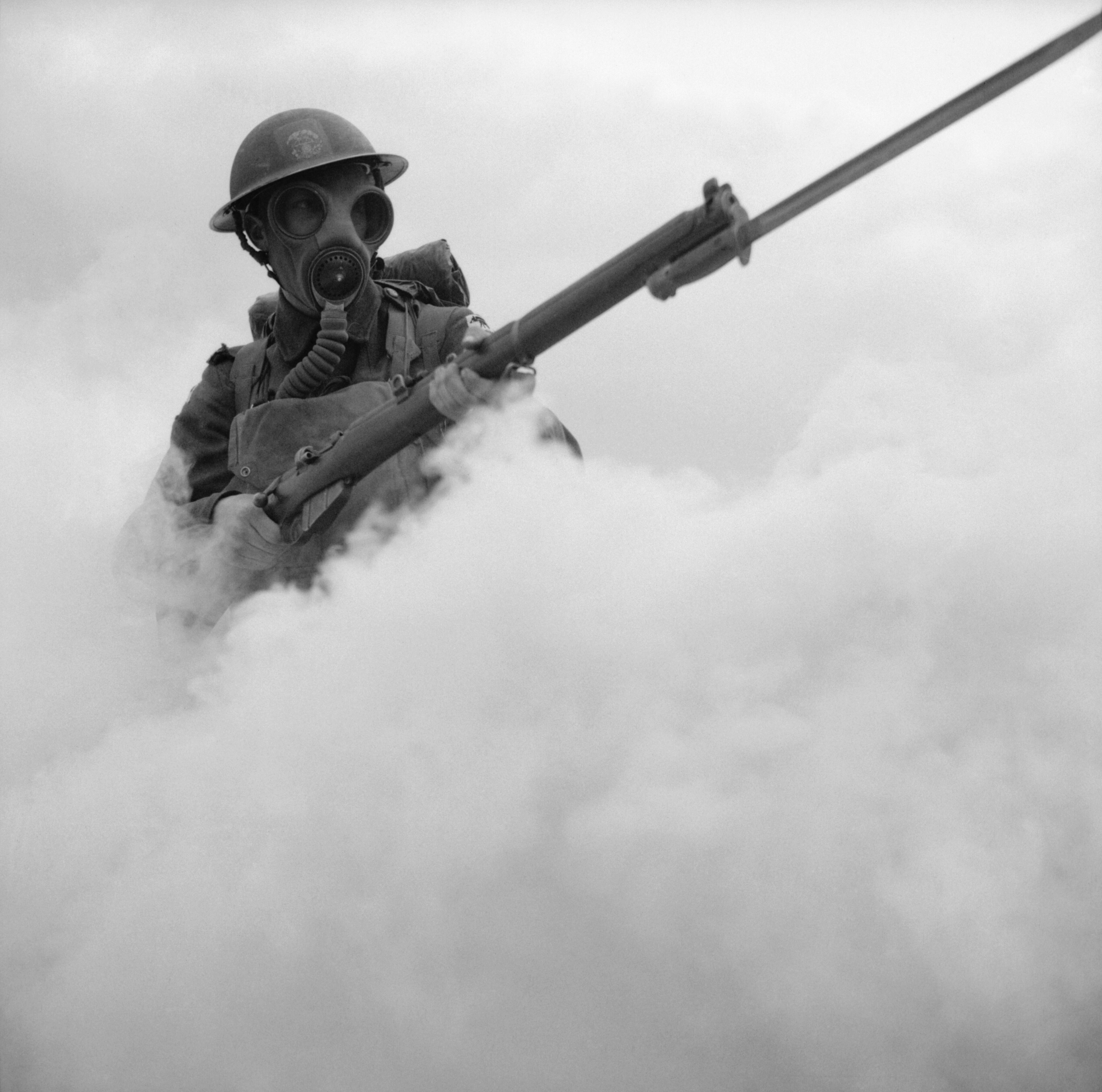
Brytyjski żołnierz z bagnetem założonym na karabin Lee-Enfield, 1941 r.

Bagnet (franc. baïonette od miasta Bayonne) – rodzaj kolnej broni białej mocowanej u wylotu lufy broni strzeleckiej (np. karabinu). Po nałożeniu bagnet stanowi jej przedłużenie umożliwiając efektywniejsze wykorzystanie jej w walce wręcz.

W Polsce początkowo zwany bajonetem.

## Historia
Nazwa wywodzi się od nazwy francuskiego miasta Bayonne znanego niegdyś z wytwarzania najlepszych bagnetów w Europie. Pierwsze bagnety – szpuntowe,  wprowadzone do użytku w połowie XVII wieku – były zwykłymi ostrzami obsadzanymi we wnętrzu lufy muszkietu. Stosowane były nie tylko w czasie wojen, ale także podczas polowań, np. na dziki.  Powtórne naładowanie muszkietu zabierało dużo czasu i mimo wypracowania technik kontrmarszu, po oddaniu strzału żołnierze byli niemal bezbronni, w szczególności wobec ataku szybkiej jazdy wyposażonej w długie kopie, wobec których krótka broń boczna była nieskuteczna. Muszkieterzy wymagali więc ochrony pikinierów, uzbrojonych w długie piki, którymi zasłaniali się przed szarżą kawalerii. Podczas walki ogniowej pikinierzy byli jednak nieużyteczni. Wyposażenie muszkieterów w bagnety dawało im dodatkową broń osobistą – przekształcając muszkiet w rodzaj włóczni, użytecznej tak podczas polowania w celu dobicia rannego zwierzęcia, jak w czasie bitwy do walki wręcz. 
W późniejszych rozwiązaniach technicznych zmieniono mocowanie bagnetów: bagnet tulejowy nie był już – tak jak szpuntowy – mocowany we wnętrzu otworu lufy, tylko nasadzany na zewnątrz, a ostrze bagnetu było odsunięte poza oś lufy i nie kolidowało z trajektorią pocisku. Dzięki temu możliwe stało się strzelanie także wówczas, kiedy bagnet był już założony na broń. Wobec rezygnacji z kopii i lanc przez większość zachodnich oddziałów kawalerii w XVIII w., najeżone bagnetami (i wciąż prowadzące ogień) czworoboki piechoty były formacją niemal nie do pokonania przez jazdę, o ile utrzymały dyscyplinę. W czasie wojen napoleońskich było tylko kilka przykładów rozbicia uformowanego czworoboku piechoty. 
W połowie XIX wieku popularne stały się długie bagnety, o formie zbliżonej do jataganu, szabli lub pałasza. Bagnetem takim można było walczyć, także jako samodzielną bronią, bez potrzeby mocowania na karabinie.
W 1884 r. w Cesarstwie Niemieckim powstał, prawdopodobnie pierwszy, krótki bagnet nożowy – S71/84. Jego nowatorska konstrukcja, stała się podstawą rozwiązań, stosowanych w bagnetach do dziś (krótka głownia nożowa oraz zatrzask ze sprężyną wewnętrzną).
I wojna światowa stała się konfliktem, na który przypadała największa różnorodność, pod względem konstrukcyjnym użytkowanych bagnetów. Walczące strony używały niemal całego przekroju historii rozwoju tej broni: 
- bagnety tulejowe konstrukcyjnie nie różniące się od tych z XVIII w. (np. rosyjski bagnet wz. 1891),
- bagnety jataganowe (np. austro-węgierskie Werndl M1867-M1870),
- bagnety nożowe zarówno z krótkimi jak i długimi głowniami (np. niemieckie S84/94 czy brytyjskie M1907),
- bagnety kłujące (np. francuski Lebel M1886),
- bagnety w formie narzędzi saperskich (np. niemiecki S98/05).

Doświadczenia walk w okopach wykazały niepraktyczność długich bagnetów na korzyść poręcznych, krótkich bagnetów nożowych, których konstrukcja stała się formą dominującą przez cały XX wiek, aż do czasów współczesnych.
Współczesne bagnety budową przypominają najczęściej nóż z szeroką głownią i służyć mogą żołnierzom także do innych celów, niż tylko do walki wręcz – jako zwykły nóż do codziennego użytku, ale także np. jako element składanych nożyc do cięcia zasieków z drutu kolczastego, jako mała piła, do otwierania konserw i do innych tym podobnych zastosowań.
Używana w znaczeniu przenośnym "liczba bagnetów" oznaczała liczebność żołnierzy piechoty danego oddziału lub armii.

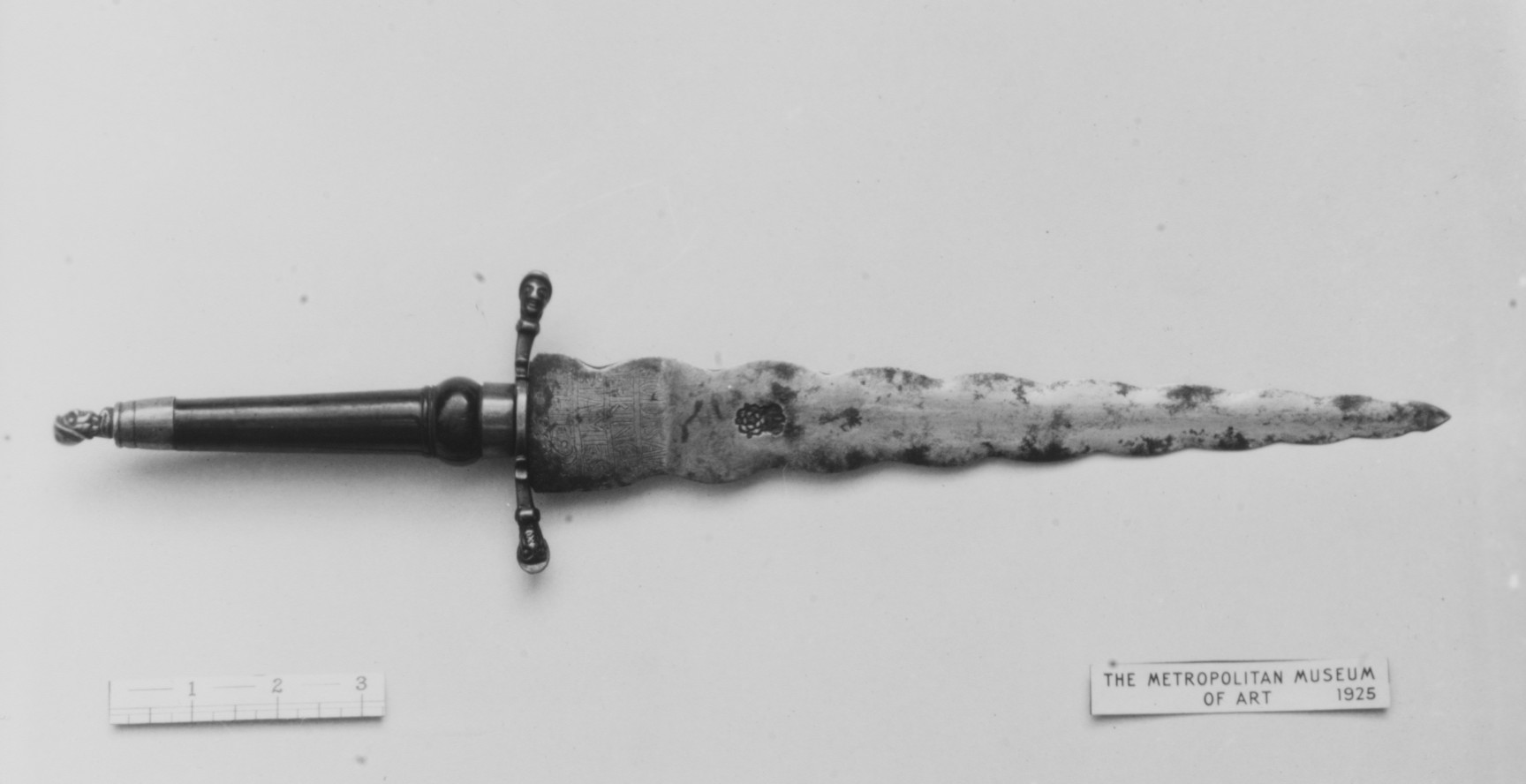
Bagnet szpuntowy z XVII w.
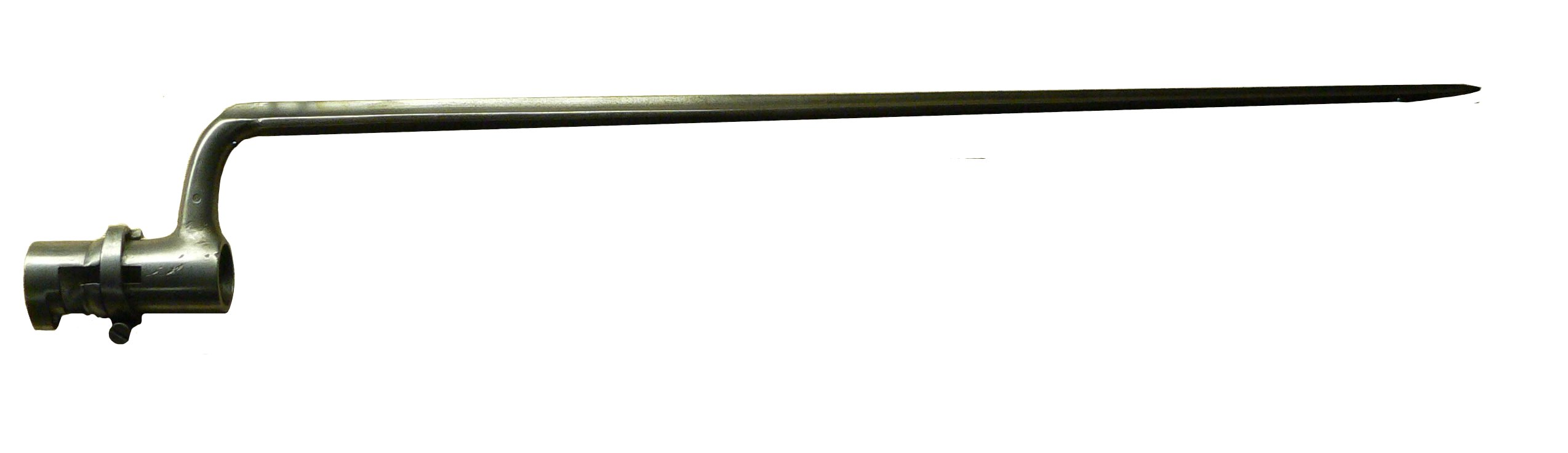
Bagnet tulejowy z początku XIX w.
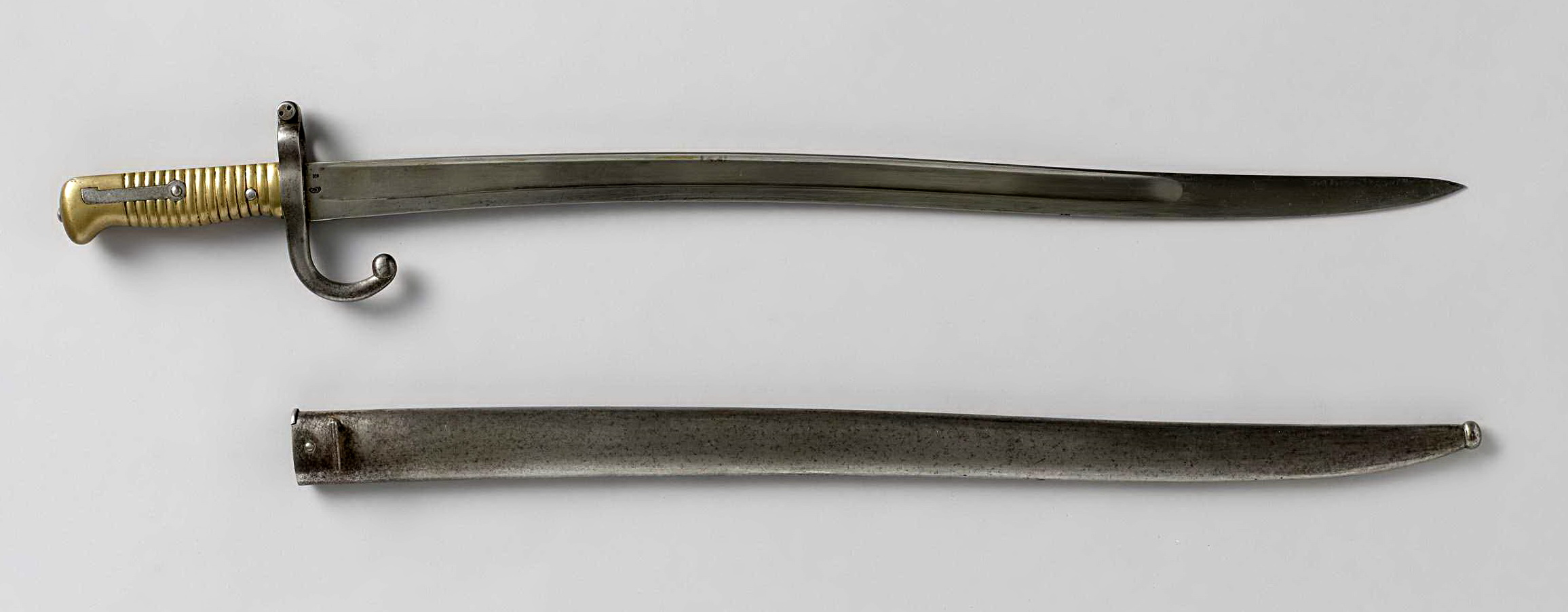
Bagnet Chassepot M1866 z głownią jataganową.  II poł. XIX w.
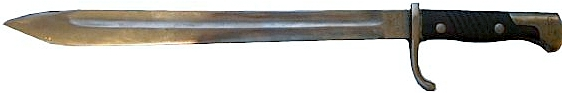
Bagnet S98/05 z okresu I wojny światowej
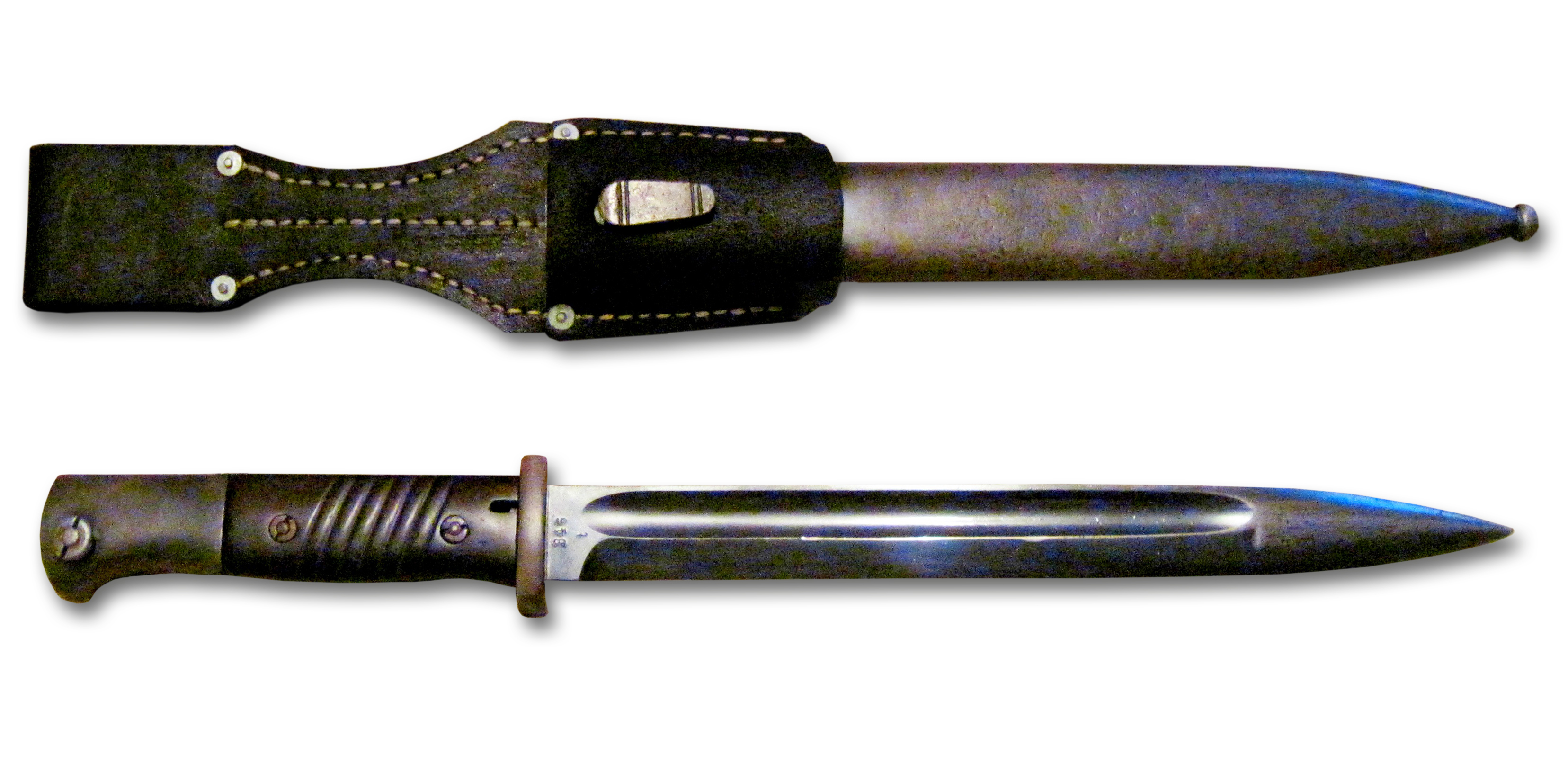
Bagnet nożowy S84/98/34 z okresu II wojny światowej
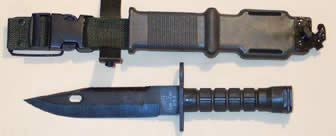
Współczesny bagnet M9